# Nhân Hòa (xã)
Nhân Hòa là một xã thuộc huyện Vĩnh Bảo, thành phố Hải Phòng, Việt Nam.
Xã Nhân Hòa có diện tích 4,19 km², dân số năm 1999 là 5164 người, mật độ dân số đạt 1232 người/km².